# アルバローズの猫
『アルバローズの猫』（アルバローズのねこ）は、カラスによる漫画作品。日本のスクウェア・エニックスが運営するウェブコミック配信サイト『ガンガンONLINE』で2009年3月19日更新分から2010年7月29日更新分まで連載された。オールカラー。『月刊コミックジーン』2011年10月号より、続編『NightWalker-ナイトウォーカー-』が連載された。

## ストーリー
アルバローズの猫
人と“猫”と呼ばれる獣人が共存する街・倫敦（ロンドン）。そこで「シリアルキラー」と呼ばれる殺し屋の猫・アルバローズ（通称：アルバ）は、仕事を終えた後、孤児の少女・ニコと出会う。これを機に、アルバの心に変化が訪れる。
NightWalker-ナイトウォーカー-
前作から数か月後、殺し屋を辞めたアルバは、猫である事を隠してパブで働き始め、ニコと平穏な暮らしをしていた。そんな中、倫敦では、猫だけを殺す連続殺人鬼・ナイトウォーカーの噂が流れていた。そして、アルバもナイトウォーカーにまつわる事件に巻き込まれることになってしまう。

## 登場人物
アルバローズ
本作の主人公。通称：アルバ。「シリアルキラー」と呼ばれる殺し屋の猫。人を殺すだけの日々に絶望感を抱えていたが、ニコと出会ったことを機に、温かみが生まれる。
『NightWalker』では、殺し屋を辞めており、魔法眼鏡で元殺し屋の猫という素性を隠して、パブ『ロイヤルブルー』で働き、ニコと平穏な日々を送っていたが、旧友・ティーバートがナイトウォーカーに殺されたことを機に、事件に巻き込まれる。
ニコ
本作のヒロイン。身寄りの無い孤児で、奴隷として売られそうになったところを、アルバに拾われたことを機に、彼との同居を始める。明るく天真爛漫な性格。
フランチェスカ
『アルバローズの猫』の案内役。通称：フラン。自らを「少し螺子の外れた司会者」と称する謎の人物。仮面を付けている。
『NightWalker』では、サーカスの司会として登場。女性名だが、男性。名前は、前の主人から呼ばれたものである。実は、自身も猫である。
ジギー
アルバの育ての親で、彼に殺人の技を教えた猫。闇医者の傍ら、暗殺の仲介をしている。アルバからは、「先生」と呼ばれている。
ナイトウォーカー
『NightWalker』から登場。倫敦の街で噂となっている、猫だけを狙う連続殺人鬼。夜にだけ出没し、極めて残忍な手口で殺害する。その正体は、アルバ本人の幼少時に抑圧したトラウマによって生まれた“影”。
ティーバート
アルバの旧友で、運び屋の猫。落ち着きがないが、家族想いで頼りがいのある兄貴分。ある夜、ナイトウォーカーに惨殺されてしまう。
リデル
ティーバートの息子。猫の成人祝いで、父・ティーバートと共に、『ロイヤルブルー』を訪れた。しっかり者で、落ち着きのない父を叱ることもある。父が殺されたことを機に、アルバと共に事件の謎を追う。
ロビン
『NightWalker』から登場。アルバが働くパブ『ロイヤルブルー』の店主。温和で物腰が柔らかい。

## 用語
猫
本作では、猫耳と尻尾が生えた獣人を指す。驚異的な身体能力と特殊能力を持つ為、裏稼業を任されることが多いが、猫に対して偏見を持ち、毛嫌う人間も少なくない。強いトラウマを抑圧すると、稀に乖離現象を引き起こすことがある。
魔法眼鏡
『NightWalker』で、アルバが掛けている眼鏡。これを猫が掛けると、猫耳と尻尾が消え、人間に擬態することが出来る。

## 単行本
アルバローズの猫
1. 2009年10月22日 ISBN 978-4-7575-2701-0
2. 2010年12月22日 ISBN 978-4-7575-3090-4

NightWalker-ナイトウォーカー-
1. 2012年3月27日 ISBN 978-4-8401-4450-6
2. 2012年10月27日 ISBN 978-4-8401-4746-0
3. 2013年5月27日 ISBN 978-4-8401-5067-5